# Marián Geišberg
Marián Geišberg (23. prosince 1953 Piešťany – 10. listopadu 2018 Bratislava) byl slovenský herec, písničkář, spisovatel a humorista, bratr herečky Jany Oľhové.

## Herec
Vyrůstal v Myjavě. Vystudoval herectví na VŠMU v Bratislavě, absolvoval v roce 1979. Později působil v Divadle Jonáše Záborského v Prešově (1979–1984), poté v Divadle SNP v Martině a od roku 1988 v Trnavském divadle.
Od roku 1992 byl členem Činohry SND. Od začátku své divadelní kariéry hrával charakterní úlohy v dramaticky vypjatých situacích. Bratislavští diváci jej znali také jako hosta Divadla a.ha. Kromě toho také účinkoval v několika filmech a ve vícero televizních inscenacích.

## Písničkář a spisovatel
Byl znám také jako folkový písničkář – autor i interpret. Kromě CD Nápoky a Neladí, nevadí mu vyšly sbírky
povídek Ono ma to poje a Prejsť prahom a zavrieť dvere.

## Humorista
Účinkoval také jako glosátor v humoristickém 7edem s r.o., dokud tento pořad TV Markíza nezrušila. Účinkoval v pořadu Sedem na TV JOJ.

## Rodinný život
Byl ženatý, měl dva syny: Martina a Marka, který je také herec. S rodinou žil ve Vlčkovcích u Trnavy.

## Ocenění
- 2001 – Cena Jozefa Kronera za najpozoruhodnější výkon v roce 2000 – za originální ztvárnění postavy Benedicta ve hře Simona Graye Na konci hry

## Hudební alba
- 1998 Nápoky
- 2002 Neladí – Nevadí
- 2003 Aha live: Marián Geišberg a Daniela Danišková...
- 2010 Piate ročné obdobie

## Filmografie (výběr)
- 1982 Na konci diaľnice (Cyro)
- 1982 Pásla kone na betóne (Feri Dyha)
- 1985 Kára plná bolesti (Jakub Hryzoň)
- 1987 Úsmev diabla (Dušan Kriško)
- 1989 Rabaka (Omego)
- 1996 Suzanne (Chappi)
- 2005 Konečná stanica (Timur)
- 2006 Jak se krotí krokodýli (pošťák)
- 2013 Revival
- 2014 Tři bratři
- 2016 Rudý kapitán
- 2016 Hlas pro římského krále – TV film (Balduin Lucemburský)
- 2018 Čertí brko